# Campeonato Amazonense 2023
El Campeonato Amazonense de Fútbol 2023 fue la 108.ª edición de la primera división de fútbol del estado de Amazonas. El torneo fue organizado por la Federação Amazonense de Futebol (FAF). El torneo comenzó el 28 de enero y finalizó el 23 de abril.
Amazonas FC se consagró campeón por primera vez tras vencer en la final a Manauara.

## Sistema de juego[2]

### Primera fase
Los 9 equipos se enfrentan en modalidad de todos contra todos a una sola rueda. Culminadas las nueve fechas, los ocho primeros puestos acceden a los cuartos de final, mientras que el último posicionado descenderá a Segunda División.

### Segunda fase
- Cuartos de final: Los enfrentamientos se emparejan con respecto al puntaje de la primera fase, de la siguiente forma:
  - 1.º vs. 8.º
  - 2.º vs. 7.º
  - 3.º vs. 6.º
  - 4.º vs. 5.º

- Semifinales: Los enfrentamientos de las semifinales se jugarán de la siguiente forma:
  - (1.º vs. 8.º) vs. (4.º vs. 5.º)
  - (2.º vs. 7.º) vs. (3.º vs. 6.º)

- Final: Los dos ganadores de las semifinales disputan la final.

- Nota 1: Todas las llaves de segunda fase se juegan en partidos de ida y vuelta, comenzando la llave como local el equipo con menor puntaje en la primera fase.
- Nota 2: En caso de empate en puntos y diferencia de goles en cualquier llave, será ganador el equipo con mayor puntaje en la primera fase. No se consideran los goles de visita.

### Tabla final
La tabla de posiciones final se basa en el puntaje acumulado por los clubes en la primera y en la segunda fase, sirviendo para definir los cupos a los distintos torneos nacionales y regionales. Al campeón se le asignará la primera posición, al subcampeón la segunda posición, a los eliminados en semifinales se les asignará el tercer y cuarto puesto (ordenándoseles según su puntaje en la primera fase) y del quinto al noveno lugar se les asignará a los equipos eliminados en cuartos de final y en primera fase, ordenándoseles según su puntaje hecho en la primera fase.

## Equipos participantes

### Ascensos y descensos
En la temporada 2022 se produjeron cuatro descensos, mientras que solo hubo dos ascensos, esto con el objetivo de reducir la cantidad de participantes (12 equipos a 10 equipos), ya que durante dos años no se efectuaron descensos debido a la pandemia de COVID-19 en Amazonas.
Cuando el reglamento del campeonato fue publicado en octubre de 2022, ya se contaba con la participación de 10 equipos: los 8 mejores posicionados del Amazonense 2022 y los 2 ascendidos de la Segunda División 2022. Dos semanas antes de dar inicio a la competición, Nacional Fast Clube (equipo que terminó en cuarta posición el año pasado) anunció que no participaría de esta edición tras afrontar problemas económicos, con lo cual fue descendido automáticamente a la Segunda División. La misma situación les sucedió en el Campeonato Amazonense 2021, aunque aquella vez fueron eximidos del descenso.
Tras la negativa de participar por parte de Fast Clube, ningún club reemplazará su lugar, con lo cual solo 9 participantes toman parte de este campeonato, en vez de los 10 que estaban previstos a participar.
| Pos. | Descendidos del Amazonense 2022 |
| ---- | ------------------------------- |
| 9.º  | São Raimundo                    |
| 10.º | Clipper                         |
| 11.º | Penarol                         |
| 12.º | JC                              |

| Pos. | Ascendidos de la Segunda División 2022 |
| ---- | -------------------------------------- |
| 1.º  | Rio Negro                              |
| 2.º  | Parintins                              |

| Pos. | Descendido por desistimiento del Amazonense 2022 |
| ---- | ------------------------------------------------ |
| 4.º  | Fast Clube                                       |

### Información de los equipos
| Equipo               | Ciudad     | Estadio (Capacidad)        | Posición 2022      | Títulos (último) |
| -------------------- | ---------- | -------------------------- | ------------------ | ---------------- |
| Amazonas             | Manaus     | Carlos Zamith (5000)       | 5.º                | 0                |
| Iranduba             | Iranduba   | Colina (10 000)            | 7.º                | 0                |
| Manauara             | Manaus     | Carlos Zamith (5000)       | 6.º                | 0                |
| Manaus               | Manaus     | Arena da Amazônia (44 000) | Campeón            | 5 (2022)         |
| Nacional             | Manaus     | Arena da Amazônia (44 000) | 3.º                | 43 (2015)        |
| Operário             | Manacapuru | Gilbertão (8000)           | 8.º                | 0                |
| Parintins            | Parintins  | Chicão (4000)              | 2.º (2.ª división) | 0                |
| Princesa do Solimões | Manacapuru | Gilbertão (8000)           | 2.º                | 1 (2013)         |
| Rio Negro            | Manaus     | Colina (10 000)            | 1.º (2.ª división) | 17 (2001)        |

| Crecimiento | Equipos provenientes de la Segunda División Amazonense 2022. |

## Primera fase

### Tabla de posiciones
| Pos. | Equipo               | Pts. | PJ | G | E | P | GF | GC | Dif. | Clasificación          |
| ---- | -------------------- | ---- | -- | - | - | - | -- | -- | ---- | ---------------------- |
| 1    | Amazonas             | 19   | 8  | 6 | 1 | 1 | 17 | 3  | +14  | Fase final.            |
| 2    | Manauara             | 17   | 8  | 5 | 2 | 1 | 21 | 6  | +15  | Fase final.            |
| 3    | Princesa do Solimões | 14   | 8  | 4 | 2 | 2 | 10 | 7  | +3   | Fase final.            |
| 4    | Manaus               | 13   | 8  | 3 | 4 | 1 | 7  | 5  | +2   | Fase final.            |
| 5    | Nacional             | 11   | 8  | 2 | 5 | 1 | 9  | 8  | +1   | Fase final.            |
| 6    | Parintins            | 9    | 8  | 2 | 3 | 3 | 6  | 10 | −4   | Fase final.            |
| 7    | Rio Negro            | 7    | 8  | 1 | 4 | 3 | 7  | 10 | −3   | Fase final.            |
| 8    | Operário             | 2    | 8  | 0 | 2 | 6 | 1  | 14 | −13  | Fase final.            |
| 9    | Iranduba             | 3    | 8  | 0 | 3 | 5 | 4  | 19 | −15  | Descenso de categoría. |

 Fuente: FAF
Criterios de clasificación: 1) Puntos; 2) Partidos ganados; 3) Diferencia de gol; 4) Goles anotados; 5) Enfrentamiento directo entre los equipos en cuestión; 6) Sorteo.
Notas:
1. ↑  El 27 de febrero, dos días después a su último partido disputado, la Federação Amazonense de Futebol (FAF) anunció su suspensión por dos años y descenso debido a manipulación de resultados, específicamente al partido perdido 0-7 ante Amazonas FC.[5][6]

### Resultados
| Local \ Visitante    | AMA | IRA | MNR | MNS | NAC | OPE | PAR | PRI | RIO |
| -------------------- | --- | --- | --- | --- | --- | --- | --- | --- | --- |
| Amazonas             | —   | —   | 0–2 | —   | 1–1 | 3–0 | 3–0 | —   | —   |
| Iranduba             | 0–7 | —   | —   | 0–1 | —   | —   | 0–1 | 1–2 | —   |
| Manauara             | —   | 5–0 | —   | 0–1 | —   | —   | 3–1 | 2–2 | —   |
| Manaus               | 0–1 | —   | —   | —   | 1–1 | —   | 1–1 | 1–1 | 1–1 |
| Nacional             | —   | 1–1 | 1–1 | —   | —   | 1–0 | —   | —   | 1–1 |
| Operário             | —   | 0–0 | 1–5 | 0–1 | —   | —   | —   | —   | —   |
| Parintins            | —   | —   | —   | —   | 1–2 | 0–0 | —   | 1–0 | 1–1 |
| Princesa do Solimões | 0–1 | —   | —   | —   | 2–1 | 2–0 | —   | —   | 1–0 |
| Rio Negro            | 0–1 | 2–2 | 0–3 | —   | —   | 2–0 | —   | —   | —   |

## Fase final

#### Cuadro de desarrollo
|  | Cuartos de final  | Cuartos de final     | Cuartos de final  | Cuartos de final     | Cuartos de final  |   |   | Semifinales               | Semifinales               | Semifinales               | Semifinales               | Semifinales               |  |   | Final            | Final            | Final            | Final            | Final            |  |
|  | 11 al 19 de marzo | 11 al 19 de marzo    | 11 al 19 de marzo | 11 al 19 de marzo    | 11 al 19 de marzo |   |   | 25 de marzo al 8 de abril | 25 de marzo al 8 de abril | 25 de marzo al 8 de abril | 25 de marzo al 8 de abril | 25 de marzo al 8 de abril |  |   | 15 y 23 de abril | 15 y 23 de abril | 15 y 23 de abril | 15 y 23 de abril | 15 y 23 de abril |  |
|  |                   |                      |                   |                      |                   |   |   |                           |                           |                           |                           |                           |  |   |                  |                  |                  |                  |                  |  |
|  |                   |                      |                   |                      |                   |   |   |                           |                           |                           |                           |                           |  |   |                  |                  |                  |                  |                  |  |
|  | 1                 | Amazonas             | 2                 | 2                    | 4                 |   |   |                           |                           |                           |                           |                           |  |   |                  |                  |                  |                  |                  |  |
|  | 1                 | Amazonas             | 2                 | 2                    | 4                 |   |   |                           |                           |                           |                           |                           |  |   |                  |                  |                  |                  |                  |  |
|  | 8                 | Operário             | 1                 | 0                    | 1                 |   |   |                           |                           |                           |                           |                           |  |   |                  |                  |                  |                  |                  |  |
|  | 8                 | Operário             | 1                 | 0                    | 1                 |   | 1 | Amazonas                  | 1                         | 0                         | 1                         |                           |  |   |                  |                  |                  |                  |                  |  |
|  |                   |                      |                   |                      |                   |   | 1 | Amazonas                  | 1                         | 0                         | 1                         |                           |  |   |                  |                  |                  |                  |                  |  |
|  |                   |                      | 5                 | Nacional             | 0                 | 0 | 0 |                           |                           |                           |                           |                           |  |   |                  |                  |                  |                  |                  |  |
|  | 4                 | Manaus               | 5                 | Nacional             | 0                 | 0 | 0 | 1                         | 1                         | 2                         |                           |                           |  |   |                  |                  |                  |                  |                  |  |
|  | 4                 | Manaus               |                   |                      |                   |   |   |                           |                           | 2                         |                           |                           |  |   |                  |                  |                  |                  |                  |  |
|  | 5                 | Nacional             | 3                 | 0                    | 3                 |   |   |                           |                           |                           |                           |                           |  |   |                  |                  |                  |                  |                  |  |
|  | 5                 | Nacional             | 3                 | 0                    | 3                 |   |   |                           |                           |                           |                           |                           |  | 1 | Amazonas         | 0                | 1                | 1                |                  |  |
|  |                   |                      |                   |                      |                   |   |   |                           |                           |                           |                           |                           |  | 1 | Amazonas         | 0                | 1                | 1                |                  |  |
|  |                   |                      | 2                 | Manauara             | 0                 | 0 | 0 |                           |                           |                           |                           |                           |  |   |                  |                  |                  |                  |                  |  |
|  | 2                 | Manauara             | 2                 | Manauara             | 0                 | 0 | 0 | 1                         | 1                         | 2                         |                           |                           |  |   |                  |                  |                  |                  |                  |  |
|  | 2                 | Manauara             |                   |                      |                   |   |   |                           |                           | 2                         |                           |                           |  |   |                  |                  |                  |                  |                  |  |
|  | 7                 | Rio Negro            | 0                 | 0                    | 0                 |   |   |                           |                           |                           |                           |                           |  |   |                  |                  |                  |                  |                  |  |
|  | 7                 | Rio Negro            | 0                 | 0                    | 0                 |   | 2 | Manauara                  | 3                         | 3                         | 6                         |                           |  |   |                  |                  |                  |                  |                  |  |
|  |                   |                      |                   |                      |                   |   | 2 | Manauara                  | 3                         | 3                         | 6                         |                           |  |   |                  |                  |                  |                  |                  |  |
|  |                   |                      | 3                 | Princesa do Solimões | 1                 | 0 | 1 |                           |                           |                           |                           |                           |  |   |                  |                  |                  |                  |                  |  |
|  | 3                 | Princesa do Solimões | 3                 | Princesa do Solimões | 1                 | 0 | 1 | 1                         | 1                         | 2                         |                           |                           |  |   |                  |                  |                  |                  |                  |  |
|  | 3                 | Princesa do Solimões |                   |                      |                   |   |   |                           |                           | 2                         |                           |                           |  |   |                  |                  |                  |                  |                  |  |
|  | 6                 | Parintins            | 1                 | 1                    | 2                 |   |   |                           |                           |                           |                           |                           |  |   |                  |                  |                  |                  |                  |  |
|  | 6                 | Parintins            | 1                 | 1                    | 2                 |   |   |                           |                           |                           |                           |                           |  |   |                  |                  |                  |                  |                  |  |
|  |                   |                      |                   |                      |                   |   |   |                           |                           |                           |                           |                           |  |   |                  |                  |                  |                  |                  |  |

Nota: El equipo que ocupa la primera línea es el que define la serie como local.

| Bandera del estado de Amazonas |
| Campeón                        |
| Amazonas 1.er título           |

## Clasificación final
| Pos. | Equipo               | Pts. | PJ | G  | E | P | GF | GC | Dif. | Clasificación                                        |
| ---- | -------------------- | ---- | -- | -- | - | - | -- | -- | ---- | ---------------------------------------------------- |
| 1.º  | Amazonas (C)         | 33   | 14 | 10 | 3 | 1 | 23 | 4  | +19  | Copa de Brasil 2024 y Copa Verde 2024.               |
| 2.º  | Manauara             | 30   | 14 | 9  | 3 | 2 | 29 | 8  | +21  | Copa de Brasil 2024, Copa Verde 2024 y Serie D 2024. |
| 3.º  | Princesa do Solimões | 16   | 12 | 4  | 4 | 4 | 13 | 15 | −2   | Serie D 2024.                                        |
| 4.º  | Nacional             | 15   | 12 | 3  | 6 | 3 | 12 | 11 | +1   |                                                      |
| 5.º  | Manaus               | 16   | 10 | 4  | 4 | 2 | 9  | 8  | +1   | Serie D 2024.                                        |
| 6.º  | Parintins            | 11   | 10 | 2  | 5 | 3 | 8  | 12 | −4   |                                                      |
| 7.º  | Rio Negro            | 7    | 10 | 1  | 4 | 5 | 7  | 12 | −5   |                                                      |
| 8.º  | Operário             | 2    | 10 | 0  | 2 | 8 | 2  | 18 | −16  |                                                      |
| 9.º  | Iranduba             | 3    | 8  | 0  | 3 | 5 | 4  | 19 | −15  | Descalificación y descenso del campeonato.           |

Reglas de clasificación: 1) Puntos; 2) Partidos ganados; 3) Diferencia de gol; 4) Goles anotados; 5) Enfrentamiento directo entre los equipos en cuestión; 6) Sorteo.

## Estadísticas

### Asistencia de local
- Actualizado al 5 de febrero de 2023.

| #   | Equipo               | PJ | Pagantes | Cortesías y/o Invitados | Total | Promedio | Recaudación (R$) |
| --- | -------------------- | -- | -------- | ----------------------- | ----- | -------- | ---------------- |
| 1.º | Nacional             | 2  | 2216     | 527                     | 2743  | 1372     | 44.145,00        |
| 2.º | Princesa do Solimões | 2  | 1640     | 680                     | 2320  | 1160     | 22.250,00        |
| 3.º | Manaus               | 1  | 462      | 900                     | 1362  | 1362     | 10.880,00        |
| 4.º | Amazonas             | 2  | 378      | 590                     | 968   | 484      | 5.220,00         |
| 5.º | Iranduba             | 1  | 341      | 150                     | 491   | 491      | 5.920,00         |
| 6.º | Manauara             | 1  | 400      | 0                       | 400   | 400      | 4.000,00         |
| 7.º | Parintins            | 1  | 367      | 0                       | 367   | 367      | 3.670,00         |
| 8.º | Operário             | 1  | 252      | 40                      | 292   | 292      | 3.040,00         |
| 9.º | Rio Negro            | 1  | 150      | 0                       | 150   | 150      | 2.150,00         |
| −   | Total                | 12 | 6206     | 2887                    | 9093  | 758      | 101.275,00       |

### Partidos con más asistencia
- Actualizado al 5 de febrero de 2023.

| Fecha | Local                | Resultado | Visita    | Asistencia | Recaudación (R$) | Estadio           | Ref.   |
| ----- | -------------------- | --------- | --------- | ---------- | ---------------- | ----------------- | ------ |
| 1.º   | Nacional             | 1 - 1     | Rio Negro | 2.188      | 33.945,00        | Arena da Amazônia | [ 7 ]  |
| 1.º   | Manaus               | 1 - 1     | Parintins | 1.362      | 10.880,00        | Arena da Amazônia | [ 8 ]  |
| 2.º   | Princesa do Solimões | 2 - 0     | Operário  | 1.350      | 14.550,00        | Gilbertão         | [ 9 ]  |
| 3.º   | Princesa do Solimões | 1 - 0     | Rio Negro | 970        | 7.700,00         | Gilbertão         | [ 10 ] |
| 3.º   | Nacional             | 1 - 1     | Iranduba  | 555        | 10.200,00        | Arena da Amazônia | [ 11 ] |
| 1.º   | Amazonas             | 0 - 2     | Manauara  | 523        | 2.970,00         | Carlos Zamith     | [ 12 ] |

### Partidos con menos asistencia
- Actualizado al 5 de febrero de 2023.

| Fecha | Local     | Resultado | Visita               | Asistencia | Recaudación (R$) | Estadio       | Ref.   |
| ----- | --------- | --------- | -------------------- | ---------- | ---------------- | ------------- | ------ |
| 1.º   | Iranduba  | 1 - 2     | Princesa do Solimões | 491        | 5.920,00         | Colina        | [ 13 ] |
| 3.º   | Amazonas  | 3 - 0     | Parintins            | 445        | 2.250,00         | Carlos Zamith | [ 14 ] |
| 2.º   | Manauara  | 5 - 0     | Iranduba             | 400        | 4.000,00         | Carlos Zamith | [ 15 ] |
| 2.º   | Parintins | 1 - 2     | Nacional             | 367        | 3.670,00         | Chicão        | [ 16 ] |
| 3.º   | Operário  | 0 - 1     | Manaus               | 292        | 3.040,00         | Gilbertão     | [ 17 ] |
| 2.º   | Rio Negro | 0 - 1     | Amazonas             | 150        | 2.150,00         | Colina        | [ 18 ] |